# Tony Robinson
Sir Anthony "Tony" Robinson (Londen, 15 augustus 1946) is een Engels acteur. Hij was tevens een vooraanstaand lid van de Labour Party, tv-presentator (onder andere te zien in Time Team bij Discovery Channel), televisiemaker en kinderboekenschrijver.
In mei 2019 maakte Sir Tony Robinson, voormalig lid van het nationale bestuurscomité van Labour, bekend dat hij de partij heeft verlaten. Hij zei dat hij na bijna 45 jaar wegging vanwege het standpunt van Labour over Brexit, de afhandeling van antisemitische beschuldigingen en het slechte leiderschap van Jeremy Corbyn.
De meeste bekendheid dankt hij in België en Nederland aan zijn rol als Baldrick, de domme hulp van Blackadder in de BBC-productie Blackadder. Deze rol speelde hij van 1983 tot 1989 naast Rowan Atkinson, die de rol van Blackadder vertolkte.

## Filmografie (selectie)
- Brannigan (1975) - Boodschapper
- Blackadder (1983-1989, 1999) - Sodoff Baldrick
- Maid Marian and her Merry Men (1989-1994) - Sheriff of Nottingham & schrijver
- The NeverEnding Story III (1994) - Engywook (mannelijke gnoom)
- Faeries (1999) - Broom (stem)
- Time Team (1994-2013) - Presentator
- Britain's Real Monarch
- Codex (2006) - Presentator
- Hogfather (2006) - Vernon Crumley